# Sicyonia furcata
Sicyonia furcata är en kräftdjursart som beskrevs av Edward J. Miers 1878. Sicyonia furcata ingår i släktet Sicyonia och familjen Sicyoniidae. Inga underarter finns listade i Catalogue of Life.